# Mina de Can Travi
La mina de Can Travi es troba al barri de la Vall d'Hebron de Barcelona. Va ser construïda a mitjans del segle xix per a abastir la Vila d'Horta i també alimentava dues fonts públiques, amb un cabal de 40 plomes d'aigua (uns 3.666 l/h).

## Història
El 1839, Josep de Travy i de Casanova va adquirir l'antiga masia de Can Garrigó, que disposava d'una mina d'aigua per a regadiu. Per tal d'obtenir més cabal, el 1857 comprà per 1.200 lliures unes parcel·les de la finca veïna de Can Rossell, juntament amb els drets de minar el subsòl. Travy es va associar amb el constructor de mines Josep Jordà i Cirera, natural de Sarrià, per a construir i explotar una mina i vendre'n fins a 40 plomes d'aigua, les obres de la qual duraren dos anys.
El 1859, l'Ajuntament d'Horta s'interessà per la mina i decidí comprar-ne quatre plomes d'aigua per a repartir-les en tres fonts: una al carrer Major, una altra al barri dit de Guardiola i la tercera al barri de la Plana. Per tal d'arribar-hi, Travy i Jordà van haver de canviar el recorregut previst de la canonada, i a canvi, l'Ajuntament cediriia terrenys per a construir-hi tres pilars repartidors. El 1860 es signaren els primers contractes de venda d'aigua, a favor de Josep Bonet i Francesc Giol, alcalde d'Horta, que compraren dues plomes cadascun. Finalment, l'Ajuntament finalment comprà tres plomes a perpetuïtat, per 500 lliures cadascuna. El 1861 es signaren els primers contractes a particulars, al preu de 600 lliures per cada ploma a perpetuïtat, i en els anys següents una vintena de més. Travy i Jordà garantien el subministrament de 40 plomes, fent-se responsables del manteniment de la mina, i els contractants del manteniment de les canonades i els pilars.
El 1862, vist que la mina produïa més cabal del contractat, la canonada es perllongà per la riera d'Horta, avui carrer del Tajo, arribant fins a la finca de Jacint Oliver Lasaleta, al carrer de Cartellà, on hi havia una fàbrica de midó, on es va construir el quart pilar, més alt que els altres gràcies al major desnivell des de la torre anterior. Oliver comprà dues plomes, però altres veïns de la zona també en contractaren, com Ramon Espiell i Ruiz, que en comprà sis, per 700 lliures cadascuna, probablement per abastir diverses cases de la seva propietat.
El 1934 es constituí l'Associació de Propietaris de la Mina de Can Travi, que encara existeix i es fa càrrec del manteniment de totes les instal·lacions, túnels, conduccions i pilars.

## Descripció
La mina té 1.900 m de longitud i és a 20 m de profunditat. Està formada per tres ramals de túnel sense revocar, que s'uneixen sota els actuals jardins de Rosa Luxemburg, seguint el túnel fins a arribar a l'actual carrer de Jerez, amb l'últim tram en galeria d'obra. Des de la sortida, l'aigua és conduïda per gravetat a través d'una canonada enterrada de 15 cm de diàmetre, passant per quatre pilars de distribució, amb un recorregut de prop de 2 km i un desnivell total de 50 m. Els pilars, d'entre 9 i 13 m d'alçada, estan situats a la plaça de les Masies d'Horta, al carrers de Sanpere i Miquel/Rajoler, Horta i Cartellà. A la part alta tenen un plomer distribuïdor, del qual surten les canonades cap als usuaris, amb el cabal contractat. Cada usuari té un dipòsit per a recollir l'aigua. En alguns casos aquest dipòsit del comprador tenia un altre plomer que repartia de nou a altres cases subcontractades.
El pilar del carrer d'Horta alimentava també la font annexa, fins a la dècada de 1960, quan va ser substituïda per aigua de la xarxa general. També li arribava l'aigua de la mina a la font que hi havia a la plaça de la Vila (actualment de les Santes Creus), fins que amb l'annexió d'Horta a Barcelona el 1904, va ser substituïda per una rèplica de la font de Canaletes, alimentada per la xarxa general.
Els quatre pilars repartidors van ser restaurats el 2006 i estan inclosos a l'inventari de Petits paisatges de Barcelona.

## Galeries

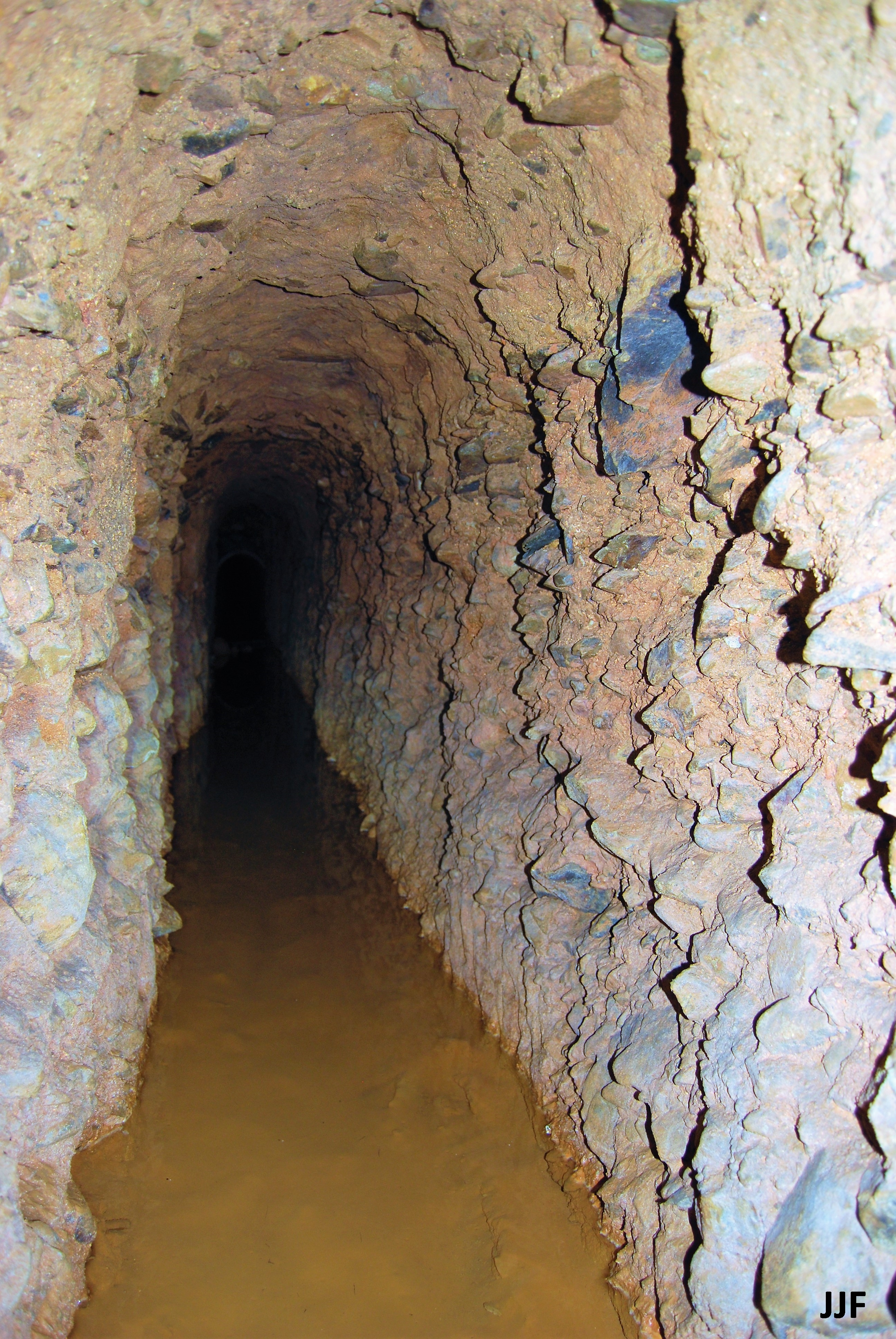
Galeria de la mina
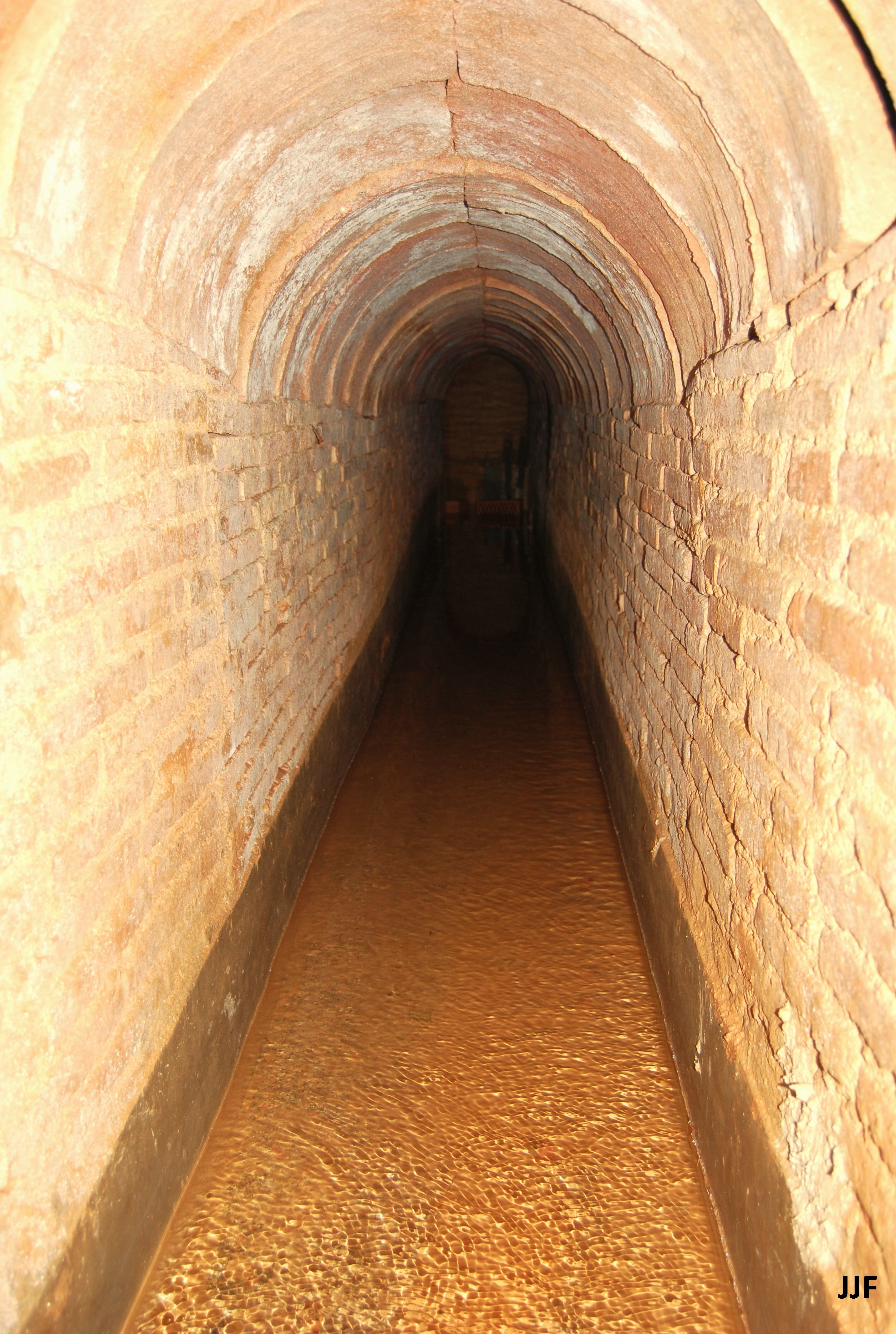
Últim tram revestit
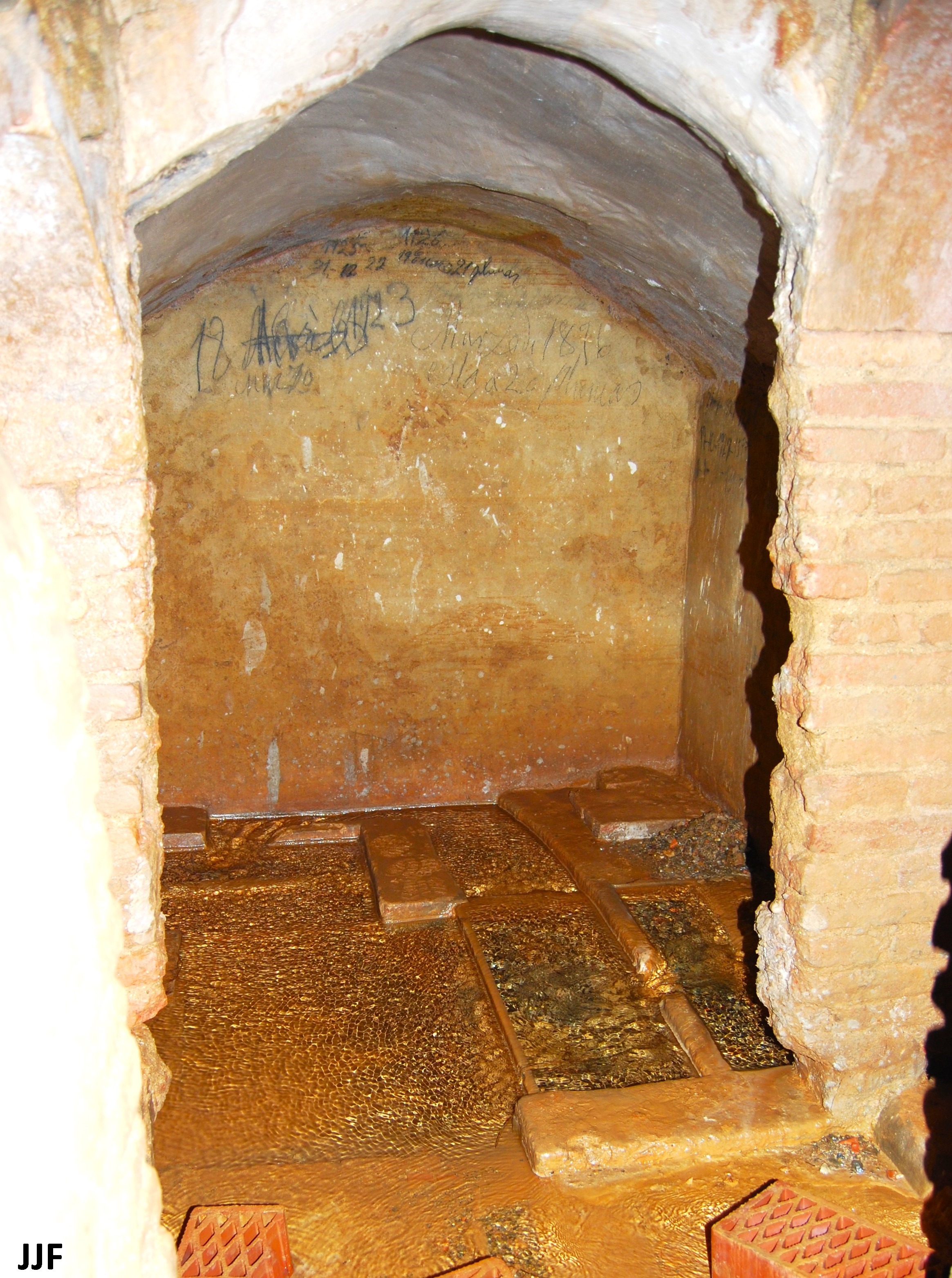
Sala de decantació i mesura

## Pilars distribuïdors

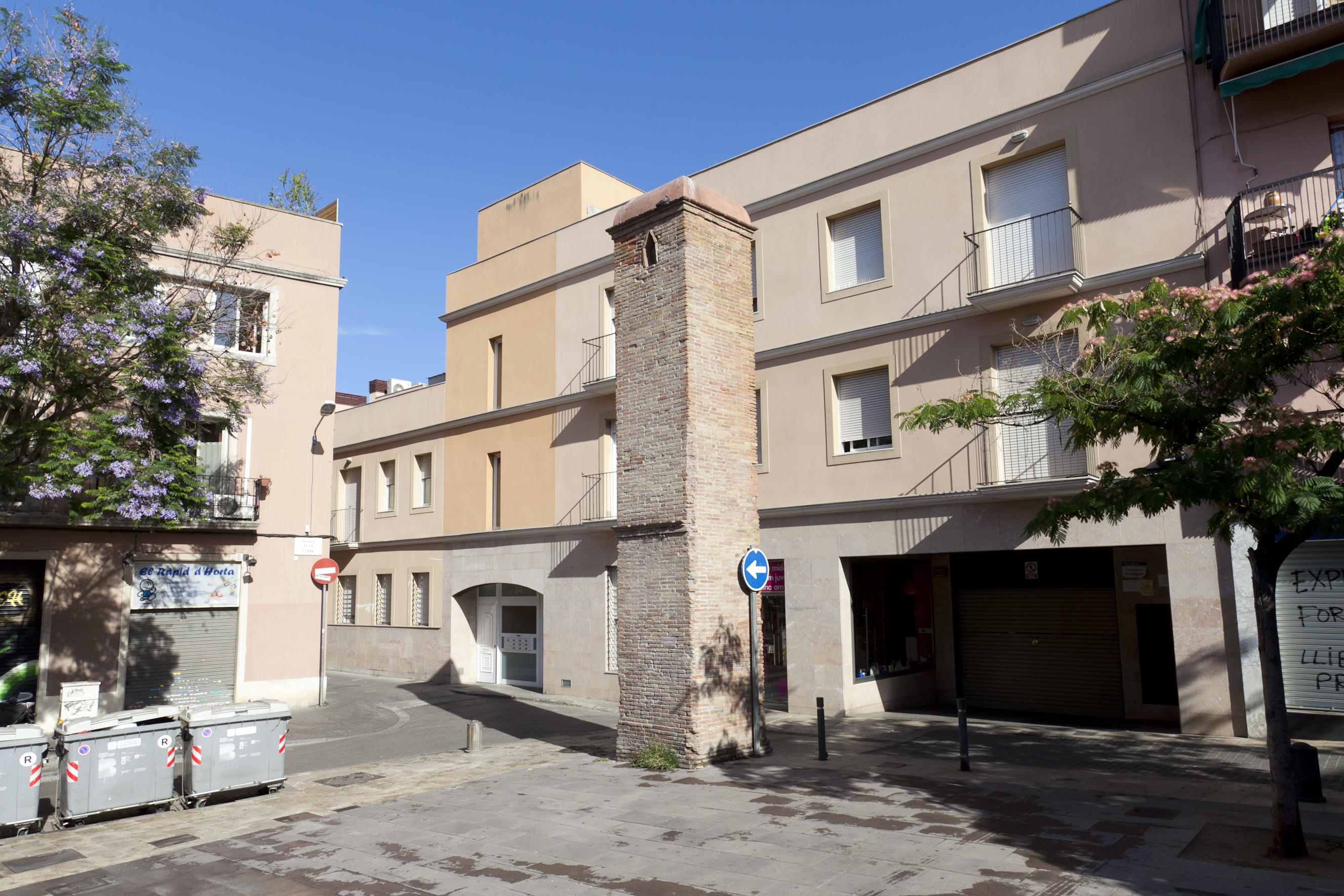
Plaça de les Masies d'Horta
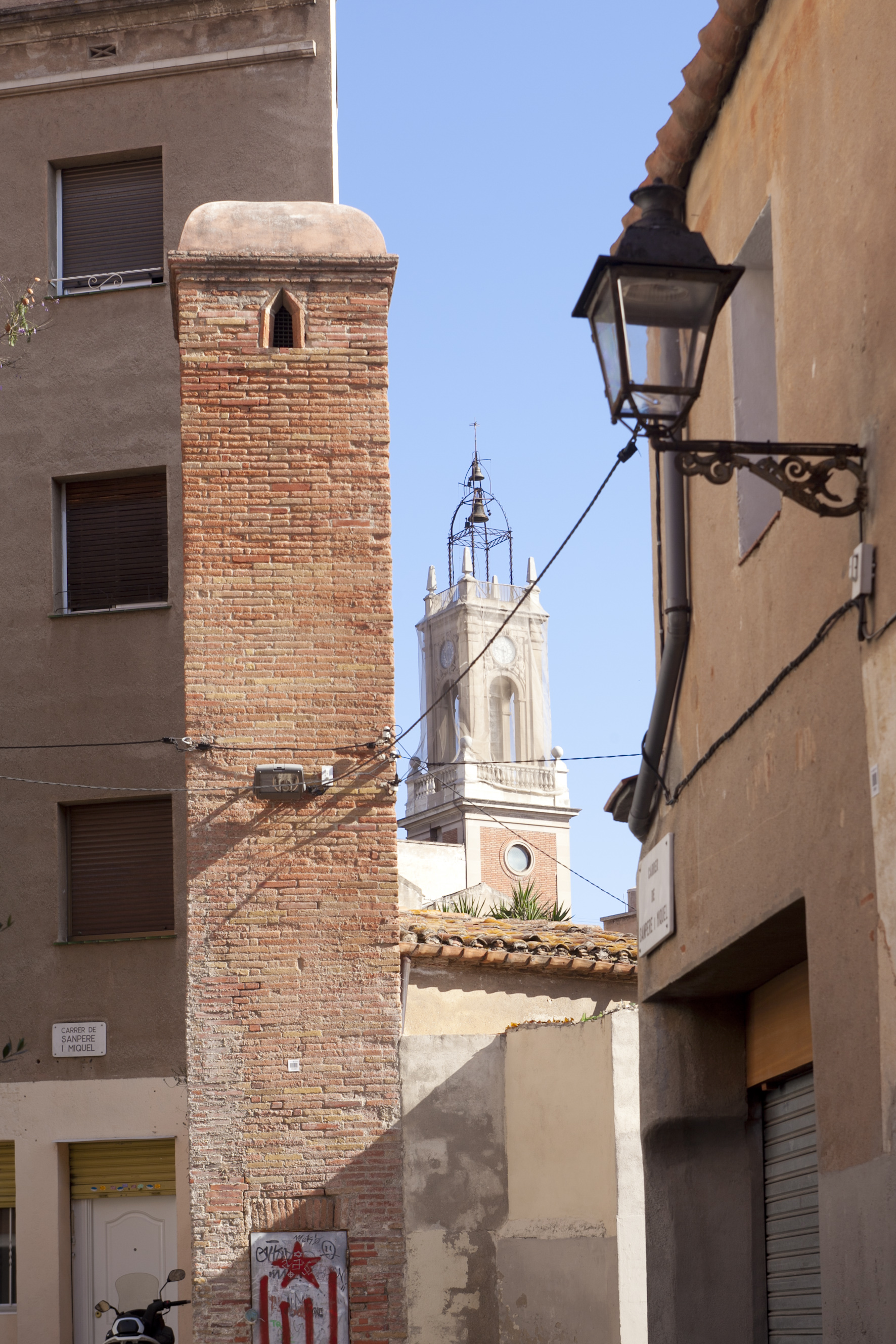
Carrer de Sanpere i Miquel
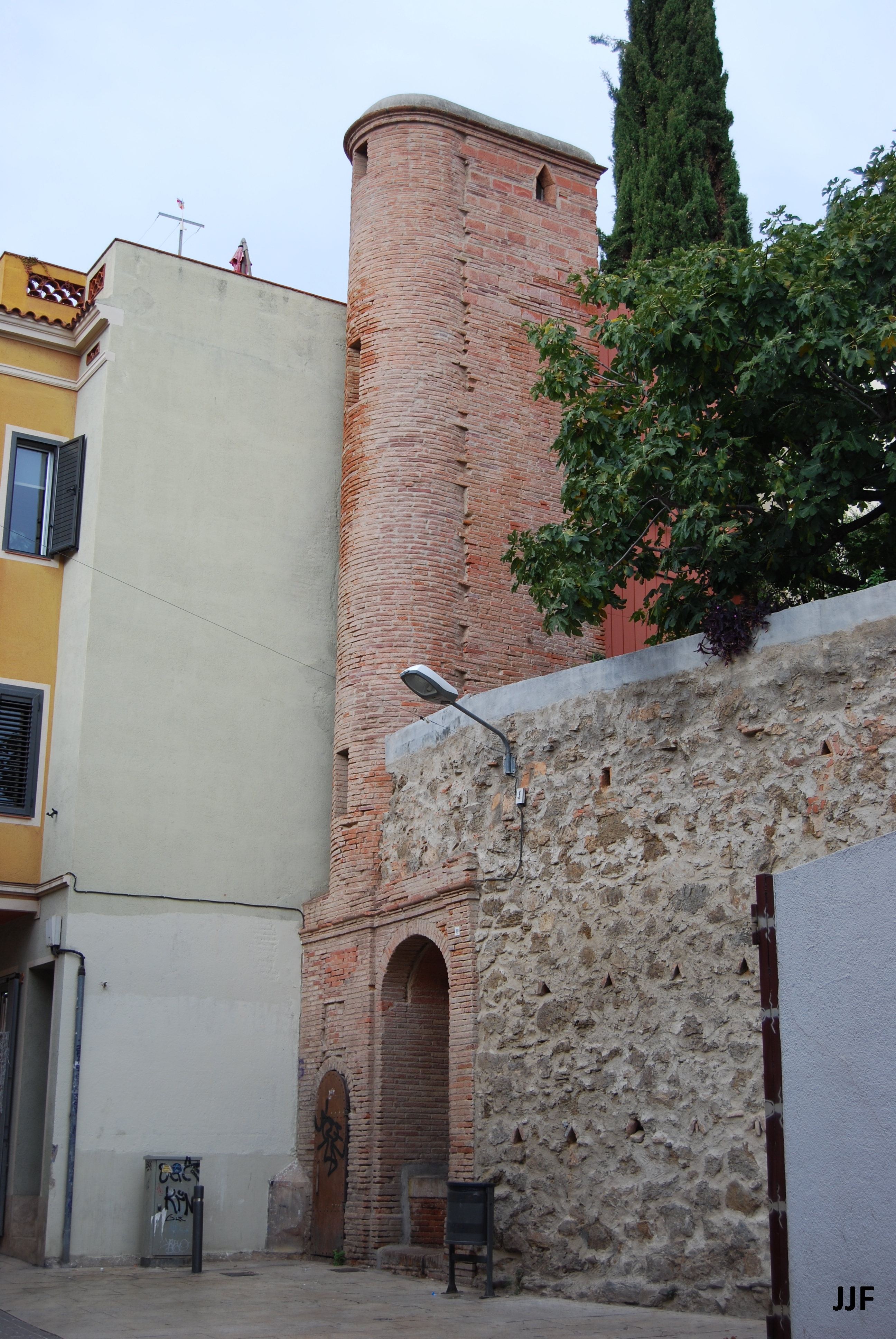
Carrer d'Horta
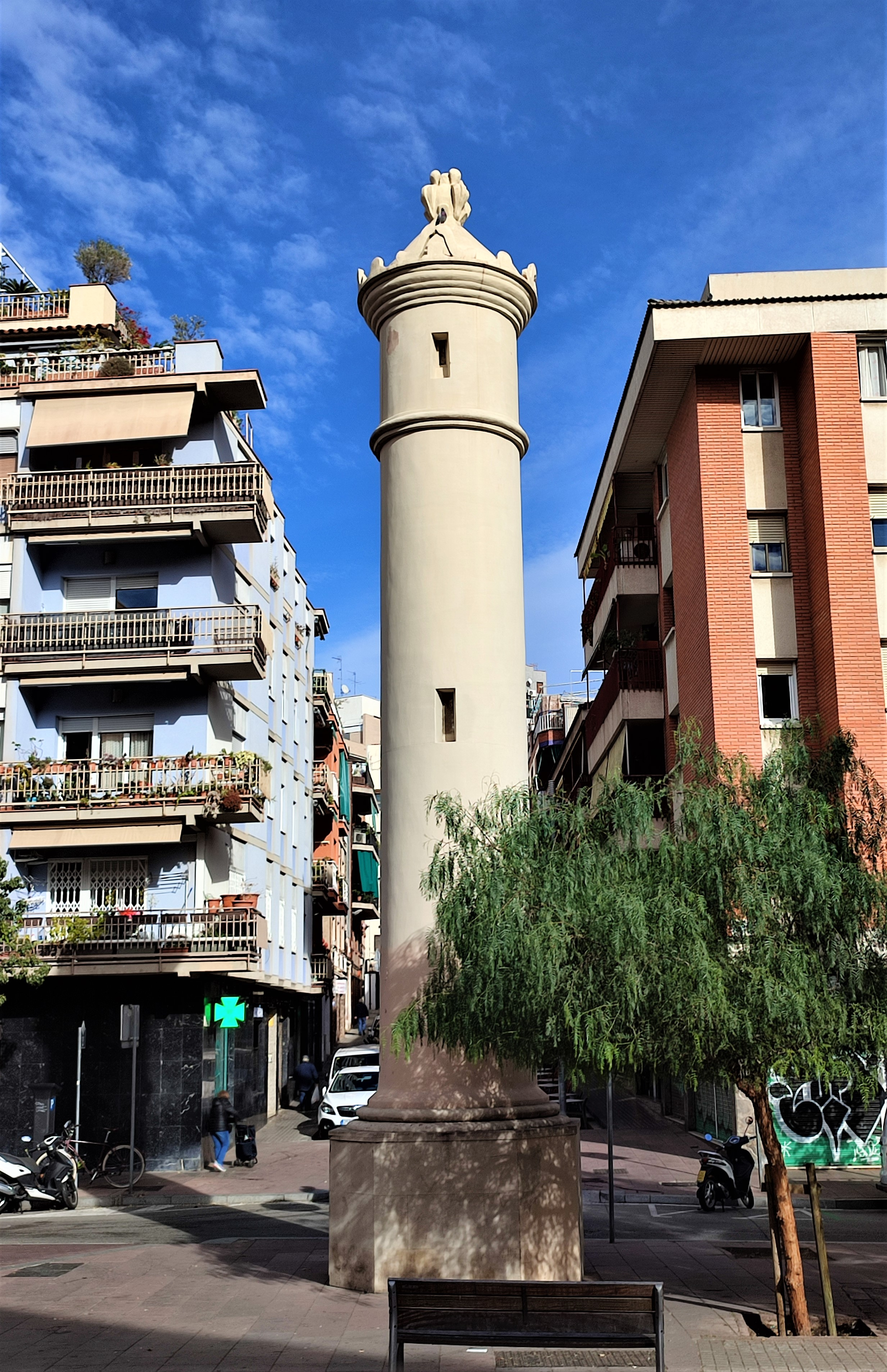
Carrer de Cartellà